# John Barrow (politiker)
John Jenkins Barrow, född 31 oktober 1955 i Athens, Georgia, är en amerikansk demokratisk politiker. Han representerar delstaten Georgias tolfte distrikt i USA:s representanthus sedan 2005.
Barrow gick i skola i Clarke Central High School i Clarke County. Han avlade 1976 kandidatexamen vid University of Georgia och 1979 juristexamen vid Harvard Law School. Han arbetade sedan som advokat i Athens.
Barrow besegrade sittande kongressledamoten Max Burns i kongressvalet 2004. Han har omvalts två gånger.